# Hermann Rink

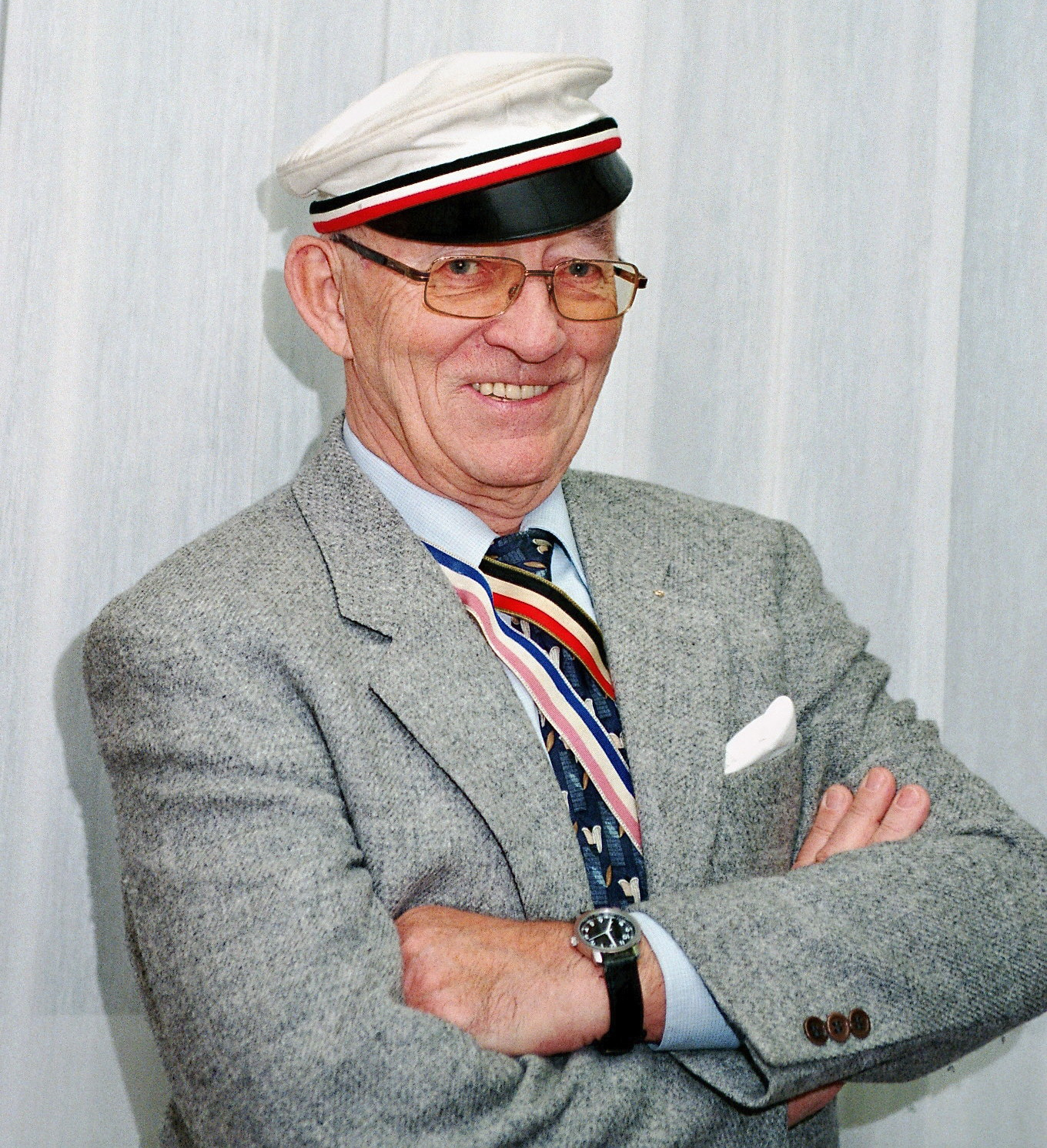
Hermann Rink (2009)

Hermann Rink (* 15. September 1935 in Landau in der Pfalz) ist ein deutscher Chemiker und Strahlenbiologe. Von 2008 bis 2011 leitete er den Verband Alter Corpsstudenten e. V.

## Leben
1954 legte Rink am Naturwissenschaftlichen Gymnasium Pirmasens das Abitur ab. Er studierte an der Johannes Gutenberg-Universität Mainz, der Leopold-Franzens-Universität Innsbruck und der Rheinischen Friedrich-Wilhelms-Universität Bonn Chemie. 1963 wurde er Diplom-Chemiker in Mainz. 1967 wurde er in Bonn zum Dr. rer. nat. promoviert. An der Medizinischen Fakultät habilitierte er sich 1974 für Strahlenbiochemie/Strahlenbiologie. Von 1964 bis 1974 war Rink in Bonn Wissenschaftlicher Assistent am Institut für Biophysik, später am Institut für Strahlenbiologie. Dort wurde er 1974 Oberassistent, 1978 apl. Professor und zuletzt Institutsdirektor. Er befasste sich mit Zellmembran- und Permeabilitätsveränderungen unter Strahlung, mit Zellkulturen von Säugetieren und monoklonalen Antikörpern. In Zusammenarbeit mit der GSI und dem Helmholtzzentrum für Schwerionenforschung untersuchte er DNA-Veränderungen und Mutationen durch Schwerionenstrahlung. Mit der Europäischen Weltraumorganisation, der Deutschen Agentur für Raumfahrtangelegenheiten und dem Deutschen Zentrum für Luft- und Raumfahrt untersuchte er zelluläres Reparaturvermögen unter Schwerelosigkeit. Das Projekt International Microgravity Laboratory (IML 2) lief bis 1994. Rink betrieb die Gründung der Gesellschaft für Biologische Strahlenforschung.

## Corpsstudent

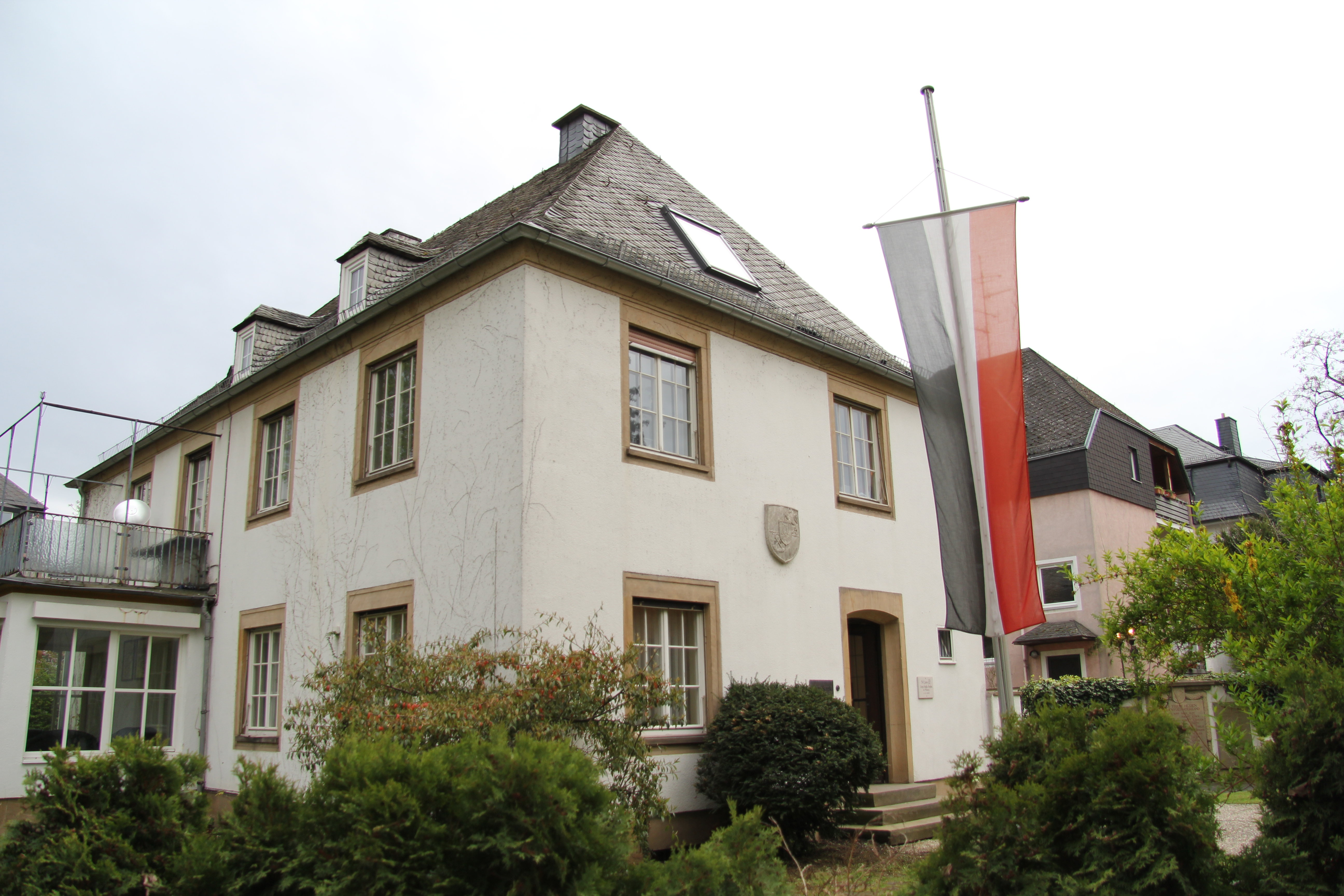
Hessenhaus in Mainz (2012)

Rink wurde im Corps Hassia-Gießen zu Mainz (1955) und im Corps Gothia Innsbruck (1958) aktiv. Seither engagierte er sich im Kösener Senioren-Convents-Verband. Bereits in den 1950er Jahren trat er in der Debatte zur Ehrenordnung in Erscheinung. Er wurde Mitglied der Kommission für Fechtfragen, deren Vorsitzender er 30 Jahre lang sein sollte. Die Grundsatzbeschlüsse des KSCV zu Mensuren und PP-Suiten gehen auf ihn zurück. Seit 2000 im Ruhestand, widmete Rink sich verstärkt der Studentengeschichte. Von 2003 bis 2008 war er Schatzmeister des Vereins für corpsstudentische Geschichtsforschung. Seinem Mainzer Corps diente Rink von 1978 bis 1988 als Vorsitzender des Altherren-Verbandes und von 1993 bis 2008 als Vorsitzender der Gesellschaft Hessenhaus. Der Abgeordnetentag 2007 des Verbandes Alter Corpsstudenten (VAC) wählte Hermann Rink für den Zeitraum vom 1. Januar 2008 bis zum 31. Dezember 2011 zum 1. Vorsitzenden des VAC-Vorstandes. Das Corps Rhenania Bonn verlieh ihm 2012 das Band. Das Corps Gothia ernannte ihn am 17. Oktober 2015 zum Ehrenmitglied.

## Werke

### Fachpublikationen
- Trennung und Bestimmung von Nukleinsäuren und ihren Bausteinen. In: Methodicum Chimicum. Stuttgart 1972.
- Thiols in Radiation Biology. In: Glutathione. Stuttgart 1974.
- Radiation damage to membrane-bound sulfhydryl-groups and permeability of yeast cells. In: International Journal of Radiation Biology. Band 27, 1975, S. 305–310.
- mit R. Vornhagen: Crystallins of rat and bovine lens epithelial cells during aging. In: In Vitro. Band 16, 1980, S. 13–19.
- The major polypeptide (MIP) of lens fiber junctions and its synthesis in cultured differentiating lens epithelial cells. In: Biophysical Structure Mechanics. Band 9, 1982, S. 95–101.
- mit E. Aufderheide, L. Hieber und G. Kraft: Heavy Ion Induced Effects on Cellular DNA. In: International Journal of Radiation Biology. Band 51, 1987, S. 779–790.
- mit J. Heilmann, G. Taucher-Scholz und G. Kraft: DNA strand break induction and rejoining and cellular recovery in mammalian cells after heavy-ion irradiation. In: Radiation Research. Band 135, 1993, S. 46–55.
- mit G. Horneck und anderen: DNA repair in microgravity. In: Journal of Biotechnology. Band 47, 1996, S. 99–112.
- mit C. Baumstark-Khan und I. M. Rosendahl: On the quality of mutations in mammalian cells induced by high LET radiations. In: Advances in Space Research. Band 40, 2007, S. 474–482.
- Dem GAU folgte die psychologische Katastrophe (Der Unfall in Tschernobyl). In: General-Anzeiger (Bonn), 7. Juni 1986.
- Vom Röntgenforschungsinstitut über das Institut für Biophysik und das Institut für Strahlenbiologie zur Experimentellen Radiologie (80 Jahre). In: Bonner Universitätsblätter. 2003, S. 79–84.

### Studentengeschichtliche Veröffentlichungen
- Vom studentischen Fechten bis zur Mensur, in: Handbuch des Kösener Corpsstudenten, 6. Auflage, VAC Würzburg, 1985, S. 151–171.
- Die Mensur, ein wesentliches Merkmal des Verbandes, in: Rolf-Joachim Baum (Hg.): Wir wollen Männer, wir wollen Taten. Deutsche Corpsstudenten 1848 bis heute. Berlin 1998, S. 383–402.
- Zur Vor- und Frühgeschichte des Kösener SC-Verbandes. Einst und Jetzt. Jahrbuch des Vereins für corpsstudentische Geschichtsforschung, Bd. 44 (1999), S. 181–191.
- Universität im Wandel Teil I–V. Corps – Das Magazin (Deutsche Corpszeitung) 2002/03
- Dem Verein Deutscher Fechtmeister von 1884 zum 120-jährigen Bestehen. Einst und Jetzt, Bd. 50 (2005), S. 191–205
- Über den Begriff „Freiheitlich“ im österreichischen Korporationswesen. Einst und Jetzt, Bd. 51 (2006), S. 151–161
- Bewegungen im Kösener SC-Verband. Einst und Jetzt, Bd. 51 (2006), S. 265–278
- Geschichte des Corps Gothia  zu Innsbruck.  Bd. I (2016) und Bd. II (2015),  D&L Koch Verlag, Wachtberg
- Mit Hermann Paus: Mensur und Duell im Urteil der deutschen Gerichte.  Einst und Jetzt, Bd. 67 (2022) S. 269–274
- Vom Marburger Abkommen über den Allgemeinen Deutschen Waffenring (ADW) und die Gemeinschaft der Studentischen Verbände (GdStV) bis zur Auflösung 1935-1938.  Einst und Jetzt Bd. 68 (2023), S. 185–194
- Die Fechtkommission des KSCV im Verbund mit der Arbeitsgemeinschaft Andernach (AGA) und dem Verband der Fechtmeister (V.d.F.).  Einst und Jetzt Bd. 69 (2024), S. 263–284